# Miliaire cristalline
 Mise en garde médicale
Les miliaires cristallines, ou sudamina sont de petites vésicules sans inflammation. Elles apparaissent sur le corps, notamment en période de forte chaleur, et provoquent des démangeaisons de la peau. Elles sont aussi appelées communément « bouton de chaleur ». Ces « boutons » apparaissent à cause d'une transpiration excessive mais ne pouvant être évacuée correctement. La sueur ne s'évacuant pas, elle reste coincée dans l'épiderme où se forment ces petites vésicules,.
Ces boutons de chaleurs peuvent également être causés par des vêtements trop serrés ou même des frottements contre la peau